# Yeşil Işık – Das grüne Leuchten
Yeşil Işık – Das grüne Leuchten (Originaltitel: Yeşil Işık, deutsch grünes Licht) ist ein türkischer Independentfilm aus dem Jahr 2002 von Faruk Aksoy, der Drehbuchautor, Produzent und Regisseur in Personalunion war. Der türkische Kinostart war am 5. April 2002, in Deutschland lief der Film ab 18. April 2002 in den Kinos.

## Handlung
Elif ist eine verheiratete Frau, die ihren Mann gerade dabei überrascht hat, wie er sie betrügt. Ali ist ein Investor, der kurz davor steht, einen großen Deal mit aussichtsreichem Gewinn abzuschließen – jedoch mit hohem Risiko. Die beiden laufen sich im Buchladen über den Weg, als sie das Buch Yeşil Işık kaufen. Als Ali nach den Terroranschlägen am 11. September 2001 sein gesamtes Geld am Aktienmarkt verliert, erleidet er einen Herzinfarkt. Zur selben Zeit wird Elif von einem Freund bewusstlos aufgefunden. Ali und Elif werden gleichzeitig in dasselbe Krankenhaus eingeliefert, woraufhin Ali stirbt.
Ali fährt in den Himmel, jedoch weigert er sich einzutreten. Er kann jedoch auch nicht zur Erde für ein neues Leben zurückkehren, da sein Körper beerdigt wurde und seine Leber transplantiert wurde. Yakup, der ihn während seines irdischen Daseins schon beobachtet hatte, bietet Ali an, sein Schutzengel sein. Durch ihn erfährt Ali, dass Elif seine Leber erhalten hat. Der einzige Weg, die Leber zurückzuerhalten sei, Elif zu töten.
Währenddessen versucht Elif, die nach dem Tod ihrer Mutter trauert, Selbstmord zu begehen, jedoch wird sie von Ali gerettet. Nachdem sie den Tag zusammen verbracht haben, warnt Yakup Ali, dass er seine Chancen verschlechtere, auf die Erde zurückzukehren. Ali verspricht, Elif nach einem Date zu töten, jedoch bringt er es nicht übers Herz. Stattdessen verlieben sie sich ineinander und fahren zu einem Hügel in der Hoffnung, von dort das grüne Licht zu sehen, das im Buch beschrieben ist. Als Ali von Yakup vor die Wahl gestellt wird, sich oder Elif zu retten, opfert er sich für sie. Aber da ihre Liebe wahrhaftig war, kehrt Ali ins Leben zurück. Elif hingegen hat keine Erinnerungen daran, was passiert ist.

## Hintergrund
Der Film wurde mit einem geschätzten Budget von 1,5 Mio. US-Dollar umgesetzt und erreichte in der Türkei über 400.000 Zuschauer. Für die 38-jährige Hülya Avşar bedeutete der Film die erfolgreiche Rückkehr auf die Leinwand nach einer langen Pause.

## Kritik
citybeat.de schrieb: „Mit Yeşil Işık wagt sich Güle, Güle-Produzent Faruk Aksoy diesmal als Regisseur an einen ebenso fantastischen wie komischen Film.“

## Auszeichnungen
Sema Atalay gewann für ihre Darstellung 2002 beim International Antalya Golden Orange Film Festival eine Goldene Orange in der Kategorie „Beste Nebendarstellerin“.